# Scathophaga reses
Scathophaga reses is een vliegensoort uit de familie van de drekvliegen (Scathophagidae). De wetenschappelijke naam van de soort is voor het eerst geldig gepubliceerd in 1893 door Giglio-Tos.